# N697 (België)
De N697 is een gewestweg in de Belgische provincie Luik. De weg verbindt de N666 en N633 in Remouchamps met de N62 aan de westkant van Spa. De route heeft een lengte van ongeveer 11 kilometer.

## Plaatsen langs de N697
- Remouchamps
- Hautregard
- La Reid
- Spa